# Sophta excisa
Sophta excisa är en fjärilsart som beskrevs av George Francis Hampson 1894. Sophta excisa ingår i släktet Sophta och familjen nattflyn. Inga underarter finns listade i Catalogue of Life.